# Neto (futebolista)
José Ferreira Neto (Santo Antônio de Posse, 9 de setembro de 1966), mais conhecido como Craque Neto ou apenas Neto, é um comentarista esportivo e ex-futebolista brasileiro que atuava como meio-campista.
Atualmente, é apresentador dos programas Os Donos da Bola, Baita Amigos e Apito Final, do Grupo Bandeirantes. Também é dono da Rádio Craque Neto no YouTube.
É um dos maiores ídolos da história do Corinthians, tendo recebido o apelido de Xodó da Fiel, sendo o principal condutor do clube ao seu primeiro título brasileiro, em 1990. Ficou conhecido por seu espírito de liderança, ótimos lançamentos e por ser um exímio cobrador de faltas (foi considerado o melhor do Brasil em sua época). Ao longo de sua carreira disputou 470 jogos, tendo marcado 184 gols.

## Carreira

### Jogador
Começou a carreira no infantil da Ponte Preta, onde jogou por quase um ano, mas ainda amador se transferiu para as categorias de base do Guarani. Talentoso, o meio-campista despertou a atenção da opinião pública tão logo estreou como profissional, aos dezessete anos. Despertou interesse de grandes equipes do Brasil, chegando a ser visto por alguns como um novo Maradona. Apesar disso, passou o segundo semestre de 1986 no Bangu.
Foi contratado pelo São Paulo em 1987, mas teve participação discreta, pois sofreu um acidente automobilístico, que o deixou afastado durante um tempo. Foram 33 partidas (doze vitórias, treze empates, oito derrotas) e cinco gols marcados, conquistando o título paulista daquele ano.[carece de fontes?]
Voltou para o Guarani e foi vice-campeão paulista de 1988. No time de Campinas voltou a brilhar. Num dos grandes lances de sua carreira, marcou um gol de bicicleta antológico sobre o Corinthians, no primeiro jogo da final do Campeonato Paulista de 1988. O golaço rendeu a capa da revista Placar com a manchete: "Golpe de Mestre". O jogo terminou 1–1, com o gol de empate corintiano sendo marcado pelo lateral Édson Boaro.
Pelo bom desempenho em 1988, foi contratado pelo Palmeiras no ano seguinte. De novo não foi bem. Escalado sucessivamente na ponta-esquerda pelo técnico Emerson Leão, brilhou pouco. O time fez um bela campanha no Paulista daquele ano, perdendo apenas um jogo, nas semifinais, para o Bragantino, sendo eliminado.[carece de fontes?]
Em junho de 1989, transferiu-se para o Corinthians junto com o lateral-esquerdo Denys. O time alvinegro mandou para o rival o lateral-esquerdo Dida e o meia Ribamar. Ao chegar ao Parque São Jorge, porém, a carreira de Neto finalmente deslanchou.[carece de fontes?]
Durante a carreira marcaria outros gols memoráveis, principalmente com a camisa do Corinthians, valendo destacar: contra a Ponte Preta, em 1990, quando driblou vários adversários (parecido com o de Maradona contra a Inglaterra na Copa de 1986); três em mesmo jogo contra o Cruzeiro, em 1991; de falta contra o Flamengo, em 1991, no Maracanã (em uma cobrança quase do meio do campo); bicicleta contra o Guarani, em 1992. Pelo São Paulo, em 1987, fez o único gol olímpico do clube em Libertadores, contra o Colo-Colo, que possuía Roberto Rojas na baliza.

#### Campeonato Brasileiro de 1990
Neto foi o principal jogador do Corinthians na conquista do primeiro título brasileiro do clube. Os destaques, além de Neto, eram o goleiro Ronaldo e o zagueiro Marcelo Djian. Marcou nove gols em 23 jogos (o time jogou 25), sendo artilheiro do seu clube e quarto na artilharia geral (dois gols a menos que Charles Fabian, melhor marcador).
Na primeira fase, em que Neto fez seis gols, o Corinthians ficou com a penúltima vaga (7º), garantindo-se nas quartas-de-final.
Pelas quartas, o Atlético-MG saiu na frente (gol de Gérson), mas Neto, aos 30 e aos 40 minutos, sacramentou a virada: 2–1. No Mineirão, o time segurou o empate por 0–0, classificando-se.
Na semifinal, o rival era o Bahia, campeão de 1988, que abriu o marcador, mas o Corinthians conseguiu o empate com um gol contra e, aos 25 minutos do 2º tempo, Neto, de falta, fez o gol da virada. No jogo de volta, em Salvador, 0–0.
A final foi contra o então vice-campeão brasileiro, o São Paulo, treinado por Telê Santana. Em casa, logo aos 4 minutos do primeiro jogo, Neto cobrou uma falta e deixou Wilson Mano livre para fazer 1–0. No jogo de volta, com Neto novamente titular, foi sacramentado o título: 1–0, gol de Tupãzinho.
Em 1991, conquistou pelo Corinthians a segunda edição da Supercopa do Brasil (desafio entre o campeão brasileiro e o da Copa do Brasil do ano anterior), perante o Flamengo, fazendo o único tento da partida. 
No final do ano, foi eleito para a seleção do Campeonato Brasileiro de 1991, ganhando a Bola de Prata.
Defendeu o Corinthians em dois períodos: entre 1989 e 1993 e entre 1996 e 97. Em um total de 227 partidas (104 vitórias, 74 empates, 49 derrotas), Neto anotou 80 gols e conquistou 3 títulos oficiais.

#### Seleção Brasileira
Integrou a Seleção Brasileira sub-23 que conquistou a medalha de prata nos Jogos Pan-Americanos de 1983.
Conquistou, em 1988, nas Olímpiadas de Seul, ao lado de Bebeto, Careca, Romário e Taffarel, entre outros, a segunda medalha de prata olímpica do futebol masculino brasileiro. Na final, cobrou o escanteio que resultou em gol de Romário, abrindo o placar contra a Seleção Soviética. O time europeu virou na prorrogação e venceu por 2 a 1.
Em 1990, apesar da expectativa de sua convocação para a Copa do Mundo da Itália, o então técnico, Sebastião Lazaroni, que seria eliminado nas oitavas para a Argentina, decidiu não convocá-lo. O fato é ironizado pelo ex-atleta até hoje.
Em 31 de outubro de 1990, entrou no lugar de Pelé, em jogo comemorativo pelos 50 anos do Rei, aos 43 do primeiro tempo. Cobrando falta, diminuiu o placar, mas a Seleção do Resto do Mundo venceu a Seleção Brasileira por 2 a 1, em pleno San Siro-Milão. Então camisa 10 do Brasil, Neto "cedeu" a numeração para o homenageado que a consagrou, tendo usado a 16.
Como capitão e camisa 10, foi vice-campeão da Copa América de 1991, tendo feito um gol, perante a Bolívia (vitória por 2 a 1), na fase grupos. O treinador era Paulo Roberto Falcão.
Pela Seleção Brasileira, jogou 26 vezes e marcou 7 gols, de 1988 a 1993. 9 de suas partidas foram com a seleção olímpica juvenil e 16 com a seleção principal, incluindo uma partida e um gol em amistoso não oficial.

### Dirigente esportivo
Já foi gerente de futebol do Guarani e coordenador de futebol do Rio Claro, da cidade homônima.[carece de fontes?]

### Comentarista esportivo
Após o término de sua carreira como jogador, Neto começou a fazer trabalhos como comentarista esportivo. Apareceu pela primeira vez nessa função em 1999, na Band, mas deixou o posto em 2001 para ser dirigente do Guarani. Obteve mais regularidade como comentarista a partir de 2004, quando esteve na equipe do Esporte Interativo na RedeTV! e, posteriormente, na Band. Em 2005, transferiu-se junto com o narrador Eder Luiz para a Record. Em 2007, retornou para a Band.
Como comunicador, destaca-se pelo jeito pouco contido, nunca escondendo sua paixão pelo Corinthians.

### Apresentador
No dia 16 de julho de 2023, estreou no novo programa esportivo aos domingos, Apito Final, junto com a apresentadora Livia Nepomuceno e da comentarista Marília Ruiz.

## Controvérsias
Com estilo polêmico e falastrão, teve diversos problemas durante a carreira de futebol e depois dela.
Em 1989, Neto entrou em atrito com o então técnico do Corinthians, Emerson Leão, que não aceitava a falta de forma física do meia e o colocou para treinar em separado, ao lado de outros jogadores fora de forma. A atitude revoltou Neto.
O fato que mais marcou negativamente sua carreira foi o cuspe que deu na face do árbitro José Aparecido de Oliveira, em derrota do Corinthians para o Palmeiras (Campeonato Paulista), no Morumbi, em 13 de outubro de 1991. Em razão do ato, Neto foi suspenso por quatro meses. Mais de uma vez pediu desculpas pelo que ocorreu, afirmando forte arrependimento.
No início de 2010, teve um desentendimento com o comentarista Benjamin Back no programa Jogo Aberto da Rede Bandeirantes. O atrito, inicialmente uma discordância sobre Adriano e Ronaldo, ocasionou um processo de quase uma década, com sentença favorável a Benja.
Em maio de 2013, ao entrevistar Mano Brown, rapper vocalista dos Racionais MC's, perguntou se foi o pai do cantor o responsável por influenciá-lo a torcer para o Santos. Brown respondeu que não conheceu seu genitor. Tentando corrigir a gafe, o apresentador ainda diria: "Também não fez muita falta, né?"
Em 2023, Tite apresentou uma queixa-crime contra Neto, por injúria, em razão de termos ofensivos feitos pelo comentarista em seu programa na Band, em 9 de dezembro de 2022, logo após a eliminação do Brasil na Copa do Catar. Os representantes de Tite pediram que Neto seja sancionado conforme o determinado nos artigos 140 e 141 do Código Penal. A ação foi aberta no Fórum Regional de Pinheiros, em São Paulo.
Sobre o fato, Neto comentou:

 Eu fico feliz quando sou processado por um treinador que ganhou R$ 100 milhões em 6 anos, disputou duas Copas do Mundo, não ganhou nada, deixou um legado horrível pela Seleção Brasileira. Foi pipoqueiro. Não fez aquilo que tinha que ter feito no pênalti do Rodrygo, não levou o Dudu na Copa de 2018, não levou o Dudu e muito menos o Gabigol em 2022. Ficou escondido depois da Copa, e continuo dando a minha opinião doendo a quem doer - a ele ou quem quer que seja. Ele foi o maior responsável pelas perdas das duas Copas do Mundo, porque ele não deixou o Neymar bater o 4º pênalti e deixou o Marquinhos, que nunca bateu pênalti na vida. Ele foi o maior responsável.— Neto, na Rádio Bandeirantes.

## Títulos
Seleção Brasileira
- Campeonato Sul-Americano Sub-20: 1985

São Paulo
- Campeonato Paulista: 1987

Corinthians
- Campeonato Brasileiro: 1990
- Taça dos Invictos: 1990[40]
- Supercopa do Brasil: 1991
- Troféu Centenário: 1991[41]
- Troféu Ramón de Carranza de 1996[42]
- Campeonato Paulista: 1997

Matsubara
- Citadino de Londrina: 1995
- Campeonato do Interior Paranaense: 1995

Deportivo Italia
- Campeonato Venezuelano: 1999[4]

## Prêmios individuais
- Seleção da Bola de Prata da Revista Placar: 1991
- Artilheiro da Supercopa do Brasil de 1991: 1 gol
- Influenciador de Esportes Prêmio iBest 2023: TOP3

## Campanhas de destaque
Seleção Brasileira
- Jogos Olímpicos: Medalha de prata - 1988
- Copa América: 2º lugar - 1991

Guarani
- Campeonato Paulista: 2º lugar - 1988

Corinthians
- Campeonato Paulista: 2º lugar - 1993

## Homenagens
Neto foi homenageado por uma canção de Tom Zé, chamada Neto, Craque da Copa, feita em 1990, em alusão à sua não convocação para a Copa do Mundo daquele ano.

Recebeu os títulos de Cidadão Cotiano, em 2015, e Cidadão Pedreirense, em 2022.